# ETOS (przedsiębiorstwo)
Etos S.A. – przedsiębiorstwo z siedzibą w Gdańsku, zajmujące się projektowaniem, marketingiem oraz dystrybucją odzieży. Właściciel marki odzieżowej Diverse, Iridium oraz CLTN. 
Firma Etos S.A. zajmuje się zabezpieczeniem sklepów franchisingowych, wizualizacją i odpowiednim zagospodarowaniem przestrzeni sprzedażowej.
W roku 2007 firma zatrudniała 730 osób i miała roczne obroty na poziomie 213 mln zł.